# Nabíjecí automat
Nabíjecí automat je mechanické zařízení, umožňující automatizované nabíjení střelných zbraní, které ve skutečnosti nejsou automatické. Zásadním rozdílem od zásobníku nebo jiných typů podavačů munice, jako jsou např. pásy munice, je to, že každý náboj lze ze zásoby munice individuálně vybrat a pak dopravit střelu do nabíjecí komory.
Automatické nabíjení se začalo používat na válečných lodích koncem 19. století, kdy se zvětšovala lodní děla, ale jejich velikost mohla být větší jen v omezené míře: jednak byl omezen prostor na horní palubě, jednak by těžká dělová věž posunula těžiště lodi směrem nahoru a loď by byla méně stabilní. Bylo proto nutné, aby munice byla připravena v podpalubí a dopravena k dělu pomocí dopravníkového systému. Střelivo pak bylo mechanickými písty posunuto do hlavně.

## Nabíjecí automat tankového kanónu
Mezi střelcem a velitelem tanku je mezera a v této části začíná kanón nabíjecí komorou. Pod nimi je v podlaze otočný dopravník a v něm jsou uloženy střely různého typu. Výběrem příslušného typu se náboj natočí směrem do zadní části tanku, vyjede do prostoru mezi střelce a velitele a silný řetěz (s podobnými články jako má řetěz na jízdním kole) ho zatlačí do nábojové komory.